# Магазов, Гимран Саид-Ягафарович
Гимран Саид-Ягафарович Магазов (баш. Ғимран Сәйетйәғәфәр улы Мағазов, XIX век, Аскарово — 7 марта 1918, Баймак, Оренбургская губерния) — деятель Башкирского национального движения, участник Первой мировой и Гражданской войны.

## Биография
Гимран Магазов родился в деревне Аскарово Катайской волости Челябинского уезда Оренбургской губернии, ныне деревня входит в Альменевский муниципальный округ Курганской области. Брат Саид-Гирея Магазова.
Принимал участие в Первой мировой войне, прапорщик.
В 1917 году участвовал в работе Всебашкирских курултаев (съездов) в Уфе и Оренбурге.
В декабре 1917 года был включён в состав Башкирского правительства и Кесе-Курултая — предпарламента Башкурдистана.
В начале 1918 году по поручению Башкирского правительства совместно с Амиром Карамышевым и Габдуллой Идельбаевым был откомандирован в Бурзян-Тангауровский кантон Башкурдистана для руководства организацией I Башкирского полка Башкирского войска.
2 марта 1918 года в Баймаке по приказу Самуила Моисеевича Цвиллинга был арестован представителями Баймакского Совета рабочих депутатов.
4 марта 1918 года башкирские отряды под руководством Амира Карамышева, требуя освобождения членов Башкирского Правительства, взяли в осаду Баймак (Таналыково-Баймак). 6 марта прибывший из Орска отряд красноармейцев под командованием Н. Баранова отбил осаду. 7 марта 1918 года по решению суда рабочих и красноармейцев, вместе с другим членом Башкирского Правительства — Габдуллой Идельбаевым и пятью польскими советниками-офицерами, Гимран Магазов был расстрелян (см. статью Баймакский расстрел) в 0,5 км к западу от села Баймак (Таналыково-Баймак) 1-й Бурзянской волости Орского уезда Оренбургской губернии (или той же волости Бурзян-Тангауровского кантона автономного Башкурдистана), ныне город Баймак — административный центр Баймакского района Республики Башкортостан.

Вот как описывает картину расстрела очевидец событий Хабибулла Габитов:
«…Начальник красных отдал команду на молебен. Наши дважды по четыре раза произнесли намаз. Поляки крестились. После молитвы Габдулла Идельбаев и Гимран Магазов стоя на ногах, а поляки на коленях вновь построились. Габдулла Идельбаев сказал:

— Нас убиваете, но остаётся в живых ещё два миллиона башкир. Вы не сможете заглушить нашу священную идею, пока не перебьете весь этот двухмиллионный народ. Мы встретим смерть со спокойной душой.

Затем последовал приказ начальника красных. Так как расстрельщики были пьяны, залпа не получилось, стрельба оказалась беспорядочной. Польские офицеры, не сразу скончавшиеся, еще шевелились. Габдулла и Гимран, какой-то силой, все еще стояли на ногах. Вот затихли польские офицеры. А наши все стоят. Наконец, сначала Гимран, а за ним Габдулла, медленно склоняясь назад, упали, героически и с открытой грудью встретив славную смерть.»